# IC 3757
IC 3757 је тројна звијезда у сазвјежђу Ловачки пси која се налази на листи објеката дубоког неба у Индекс каталогу.
Деклинација објекта је + 38° 30' 50" а ректасцензија 12h 45m 59,8s.